# 코크생쥐귀박쥐
코크생쥐귀박쥐(Myotis dieteri)는 애기박쥐과 윗수염박쥐속에 속하는 박쥐이다. 콩고에서 발견된다.

## 특징
전체 몸길이가 8.6cm인 작은 박쥐로 전완장은 3.7cm, 꼬리 길이는 8.6cm이다. 발 길이는 1.1cm, 귀 길이는 1cm이다.

## 생태
동굴에 은신하여 생활한다. 먹이는 수원지 근처에서 붙잡는 곤충이다.

## 분포 및 서식지
콩고 공화국 남부 루디마 근처에서 암컷 한 마리를 포획했고 현재 파리 국립 자연사 박물관에 보존되어 있다. 일차림에서 서식한다.